# Madrider Zuganschläge
Die Zuganschläge in der spanischen Hauptstadt Madrid waren eine Serie von zehn durch islamistische Terroristen ausgelösten Bombenexplosionen verteilt auf vier Züge am Morgen des 11. März 2004 (in Spanien umgangssprachlich mit dem Numeronym 11-M abgekürzt), drei Tage vor den spanischen Parlamentswahlen. 193 Menschen starben und 2051 wurden verletzt, 82 davon schwer.
Drei Wochen später, am 3. April 2004, sprengte sich der mutmaßliche Rädelsführer Serhane Ben Abdelmajid bei einer Razzia in einem Vorort von Madrid in die Luft. Dabei starben sechs seiner Komplizen und ein Polizist, 15 Polizisten wurden verletzt. Die Anschläge galten Ende April 2004 als nahezu aufgeklärt.

## Die Anschläge

### Ablauf
| Zahl der Todesopfer nach Staatsangehörigkeit | Zahl der Todesopfer nach Staatsangehörigkeit |
| -------------------------------------------- | -------------------------------------------- |
| Spanien                                      | 140                                          |
| Rumänien                                     | 16                                           |
| Ecuador                                      | 6                                            |
| Polen                                        | 4                                            |
| Peru                                         | 4                                            |
| Bulgarien                                    | 4                                            |
| Marokko                                      | 3                                            |
| Kolumbien                                    | 2                                            |
| Honduras                                     | 2                                            |
| Dominikanische Republik                      | 2                                            |
| Ukraine                                      | 2                                            |
| Brasilien                                    | 1                                            |
| Chile                                        | 1                                            |
| Kuba                                         | 1                                            |
| Philippinen                                  | 1                                            |
| Guinea-Bissau                                | 1                                            |
| Frankreich                                   | 1                                            |

Die Explosionen ereigneten sich an jenem Donnerstagmorgen zwischen 7:39 Uhr und 7:42 Uhr Ortszeit.
Zehn Sprengsätze explodierten in eng besetzten Personenwagen von Vorortzügen der Cercanías Madrid. Drei weitere Bomben sollten verzögert detonieren, vermutlich um die zu Hilfe kommenden Einsatzkräfte zu verletzen, detonierten jedoch nicht. Die Sprengsätze wurden später kontrolliert gesprengt, einer davon soll die Kraft gehabt haben, den zu Rushhourzeiten stark frequentierten Madrider Hauptbahnhof Atocha komplett zu zerstören. Ein verdächtiges Auto, das vor dem Bahnhof geparkt war, wurde ebenfalls kontrolliert gesprengt. Wie später bekannt wurde, befand sich unter den in einer Polizeistation eingelagerten Koffern und Taschen ein brauner Rucksack mit einem weiteren Sprengsatz, der vermutlich durch ein Mobiltelefon gezündet werden sollte. Die Ermittler wurden durch das Klingeln des Mobiltelefons auf den Rucksack aufmerksam und konnten den Sprengsatz entschärfen.
Zwei der vier Züge explodierten nicht im Bahnhof Atocha (siehe unten).
Einer der Züge wäre fahrplanmäßig zum Zeitpunkt der Detonation im Bahnhof eingetroffen, er hatte jedoch Verspätung und explodierte auf dem Gleisfeld etwa 500 Meter vor den Bahnsteigen.
Rettungskräfte erreichten die Unglücksstellen nach wenigen Minuten. Angesichts des Ausmaßes der Anschläge musste ein Behandlungsplatz im Sportkomplex Daoiz y Velarde eingerichtet werden. Um 8:00 Uhr wurde die Operation Jaula („Käfig“) angeordnet: Der Verkehr von und nach Madrid-Stadt wurde unterbrochen, um die Flucht möglicher Terroristen zu unterbinden. Der Verkehr auf der Metrolinie 1 wurde eingestellt, die beiden anderen Fernbahnhöfe Madrids neben Atocha, Chamartín und Príncipe Pío, wurden geschlossen.
Die Anschläge ereigneten sich drei Tage vor den spanischen Parlamentswahlen 2004. In Spanien waren daher die Sicherheitsmaßnahmen bereits erhöht worden.

### Orte der Explosionen

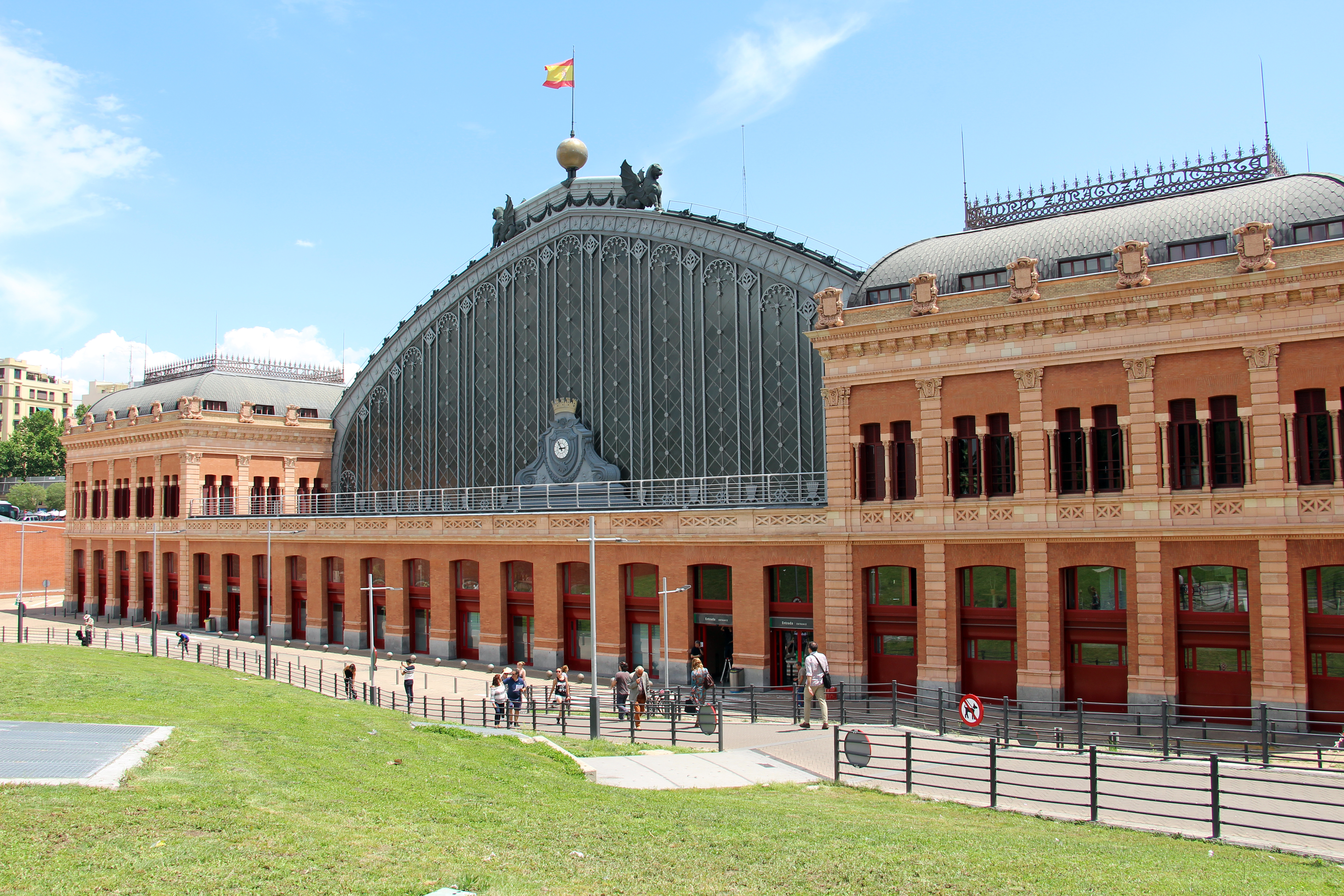
Bahnhof Atocha

Sieben der zehn Explosionen ereigneten sich im Bahnhof Atocha bzw. in dessen Nähe. Dies ist der zentrale Bahnhof der spanischen Hauptstadt für die Fernzüge aus dem Süden des Landes sowie für Regionalzüge und der wichtigste Knoten im Cercanías-Netz. Er wurde 1992 umgebaut. Drei Bomben explodierten im Zug 21431, der sich im Bahnhof befand (die erste um 7:37 Uhr, zwei weitere unmittelbar nacheinander um 7:38). Um 7:39 explodierten vier Sprengsätze im verspäteten Zug 17305, rund 800 Meter vor dem Bahnhof an der Calle de Téllez.
Zwei Sprengsätze detonierten im Zug 21435 gegen 7:38, als dieser die Station El Pozo del Tío Raimundo verließ. Eine weitere Explosion ereignete sich im Zug 21713 in der Station Santa Eugenia. Bei den Stationen Santa Eugenia und El Pozo del Tío Raimundo handelt es sich um zwei S-Bahn-Stationen in Arbeitervierteln im Südosten der Stadt. Alle Züge befuhren die Strecke Alcalá de Henares – Atocha, eine der wichtigsten Madrider Vorortverbindungen, die in der Rushhour stark frequentiert wird. Von den 191 Todesopfern starben 34 am Bahnhof Atocha, 64 an der Calle de Téllez, 67 am Bahnhof El Pozo del Tío Raimundo und 16 am Bahnhof Santa Eugenia; die übrigen zehn starben in Krankenhäusern.

## Die Suche nach den Urhebern

### Die ETA im politischen Fadenkreuz
Bald nach den ersten Meldungen über die Explosionen wurde über die Urheber spekuliert. Die spanische Regierung (Kabinett Aznar II, PP) benannte die ETA als Verdächtige; die Resolution des UN-Sicherheitsrats nannte auf Drängen der spanischen Regierung ebenfalls die ETA als Täter. Diese These wurde insbesondere von der spanischen Regierung genährt, da ein Anschlag radikaler islamistischer Gruppierungen erneute Kritik am spanischen Irakeinsatz hätte erzeugen können. Zumindest bis zu den anstehenden Parlamentswahlen drei Tage später sollte das Bild des ETA-Anschlages in der Öffentlichkeit erhalten bleiben.
Der Anschlag ähnelte dem Muster von ETA-Aktivitäten in den Jahren zuvor: Am Heiligabend 2003 wurde ein Anschlag auf den Bahnhof Chamartín in Madrid vereitelt, und am 29. Februar 2004 wurde ein ETA-Kommando, das eine halbe Tonne Sprengstoff in einem Lkw mitführte, auf dem Weg nach Madrid verhaftet. Zudem berichteten mehrere europäische Geheimdienste übereinstimmend, die ETA wolle ihre Gangart ändern. Dies sollte die ETA-fremde Handschrift des Anschlages erklären.
In der Vergangenheit hatte die ETA mehrfach vor Wahlen in Spanien Attentate verübt. Am Tag der Parlamentswahlen verlautete aus Geheimdienstkreisen, auch eine Zusammenarbeit von al-Qaida und einer radikalen Zelle der ETA könne nicht ausgeschlossen werden. Diese von regierungsnahen Kreisen lancierte These war der letzte Versuch, die ETA bei den Wählern zu diskreditieren. Die Regierung Aznar (PP) war hart gegen die ETA vorgegangen; diejenigen, die den Verdacht gegen die ETA lancierten, erhofften sich davon Wählerstimmen für die PP.

### Al-Qaida gerät in Verdacht
Erste Zweifel an der Darstellung wurden laut und es kam zu Demonstrationen gegen die Regierung (siehe Kapitel Reaktionen und Folgen). Arnaldo Otegi, der Sprecher der verbotenen ETA-nahen Partei Herri Batasuna, meldete sich zu Wort. Er bestritt die Verantwortlichkeit der ETA und beschuldigte stattdessen islamistische Gruppen der Attentate.
Die Londoner Zeitung Al-Quds al-arabi berichtete am Abend des 11. März, ihr liege ein mutmaßliches Bekennerschreiben der Abu-Hafs-El-Masri-Brigaden (Unterorganisation der al-Qaida) in Form einer E-Mail vor. In dem Schreiben wird Spanien als eines der wichtigsten Mitglieder der „Allianz im Krieg gegen den Islam“ genannt. Aus diesem Grund habe al-Qaida nun in Madrid zugeschlagen. Nach Angaben US-amerikanischer Geheimdienstexperten habe sich Abu Hafs El Masri in der Vergangenheit zu Taten bekannt, die nicht von ihr ausgeführt wurden, so etwa bei den großflächigen Stromausfällen in der Region New York. Die Organisation wird als Gruppe von Trittbrettfahrern eingestuft.
Am gleichen Abend teilte der spanische Innenminister Angel Acebes auf einer Pressekonferenz mit, dass ein am 28. Februar gestohlener Lieferwagen mit acht Sprengkapseln und einem Tonband mit arabischen Koranversen östlich von Madrid in Alcalá de Henares gefunden wurde. Es wird jedoch nicht ausgeschlossen, dass ETA-Anhänger gezielt arabischsprachiges Material zurückgelassen hätten, um die Ermittler zu täuschen.
Am 12. März meldete sich um 18 Uhr eine Person im Namen der ETA bei der linksgerichteten baskischen Tageszeitung Gara und dementierte die Beteiligung der ETA an den Anschlägen. Kurze Zeit später meldete sich angeblich derselbe Anrufer beim baskischen Fernsehsender ETB. Beides sind Medien, in denen sich die ETA schon früher zu Terrorakten bekannt hat. Der spanische Nachrichtendienst Centro Nacional de Inteligencia glaubte sich unterdessen sicher zu sein, dass die Tat von islamistischen Terroristen verübt wurde.
Am Abend des 13. März verkündete der spanische Innenminister Angel Acebes die Verhaftung von fünf Männern, drei Marokkanern und zwei Indern. Die Verhaftungen sollen im Zusammenhang mit dem Mobiltelefon stehen, das bei einem der nicht explodierten Sprengsätze gefunden wurde. Zwei weitere Verdächtige würden noch verhört.

### Die Fahndung konkretisiert sich
In der Nacht zum 14. März wurde ein Videoband gefunden, auf dem der angebliche Militärsprecher al-Qaidas mitteilt, dass al-Qaida hinter den Anschlägen stecke. Die Echtheit des Bandes wurde überprüft und später bestätigt.
Am 14. März 2004 teilte Innenminister Acebes mit, dass einer der festgenommenen Marokkaner mit den Anschlägen des 11. September 2001 in den USA in Verbindung gebracht werde. Der als Jamal Zougam identifizierte Mann sei einer der 35 Verdächtigen, gegen die der spanische Ermittlungsrichter Baltasar Garzón vergangenes Jahr Anklage erhoben hatte.
Am 17. März 2004 wurden weitere Einzelheiten zu dem Personenkreis bekannt, nach dem gefahndet wird. Die spanische Polizei suchte mindestens 20 Marokkaner, die einer radikal-islamischen Organisation namens Islamische Kampfgruppe Marokkos (GICM) angehören sollten. Die GICM sei 1993 unter einem anderen Namen von Veteranen des Afghanistan-Krieges in Pakistan gegründet worden und werde vom Terrornetzwerk al-Qaida finanziert.
Am 21. März wurde bekannt, dass der Sprengstoff vermutlich aus einem asturischen Bergwerk stammte.
Gegen Ende März führte eine Spur nach Deutschland. Einer der festgenommenen Marokkaner lebte jahrelang legal in Deutschland, er wurde von den Behörden als extremistisch eingeschätzt. Mittlerweile wurde er freigelassen.

### Tödliche Razzia in Leganés
Am Abend des 3. April kam es im Madrider Vorort Leganés zu einem Schusswechsel mit den mutmaßlichen Attentätern. Als die spanische Polizei die Wohnung, in der sich die Terroristen aufhielten, gegen 21 Uhr stürmen wollte, sprengte sich der Rädelsführer in die Luft und tötete dabei sechs seiner Komplizen sowie einen Polizisten, 15 weitere Polizisten wurden verletzt. Von den Komplizen konnten nur fünf identifiziert werden, der Name von einem Toten konnte nicht ermittelt werden. Man geht davon aus, dass fünf bis acht weitere tatverdächtige Personen fliehen konnten.
Die Bluttat vom 11. März gilt als nahezu aufgeklärt. Al-Qaida drohte Spanien mit weiteren Terroranschlägen.

### Abschluss der Ermittlungen
Zum Abschluss der zweijährigen Ermittlungen wurde hingegen festgestellt, dass es keine direkten oder erkennbaren Verbindungen zwischen den Terroristen und al-Qaida gab. Laut dem Abschlussbericht war die Terrorgruppe international organisiert und folgte den zahlreichen Aufforderungen in Videobotschaften der al-Qaida. Der Militärsprecher al-Qaidas, der angab, al-Qaida sei für die Anschläge verantwortlich, konnte als Mitglied der Terrororganisation bestätigt werden. Allerdings wurde von den Ermittlern angenommen, dass al-Qaida gerne die Verantwortung für Anschläge übernahm, in die sie nicht involviert gewesen sei, da diese ins angekündigte Schema der Organisation passten.
Im August 2005 berief sich die konservative spanische Zeitung El Mundo auf einen Ermittlungsbericht der Polizei, wonach ein aus Syrien stammender Polizeibeamter die Handys mit den Sprengsätzen verkabelt haben soll, da die Attentäter nicht die erforderlichen technischen Kenntnisse gehabt hätten und bei ihnen auch keinerlei Ausrüstung für die Manipulation der Telefone gefunden worden sei.

## Reaktionen und Folgen

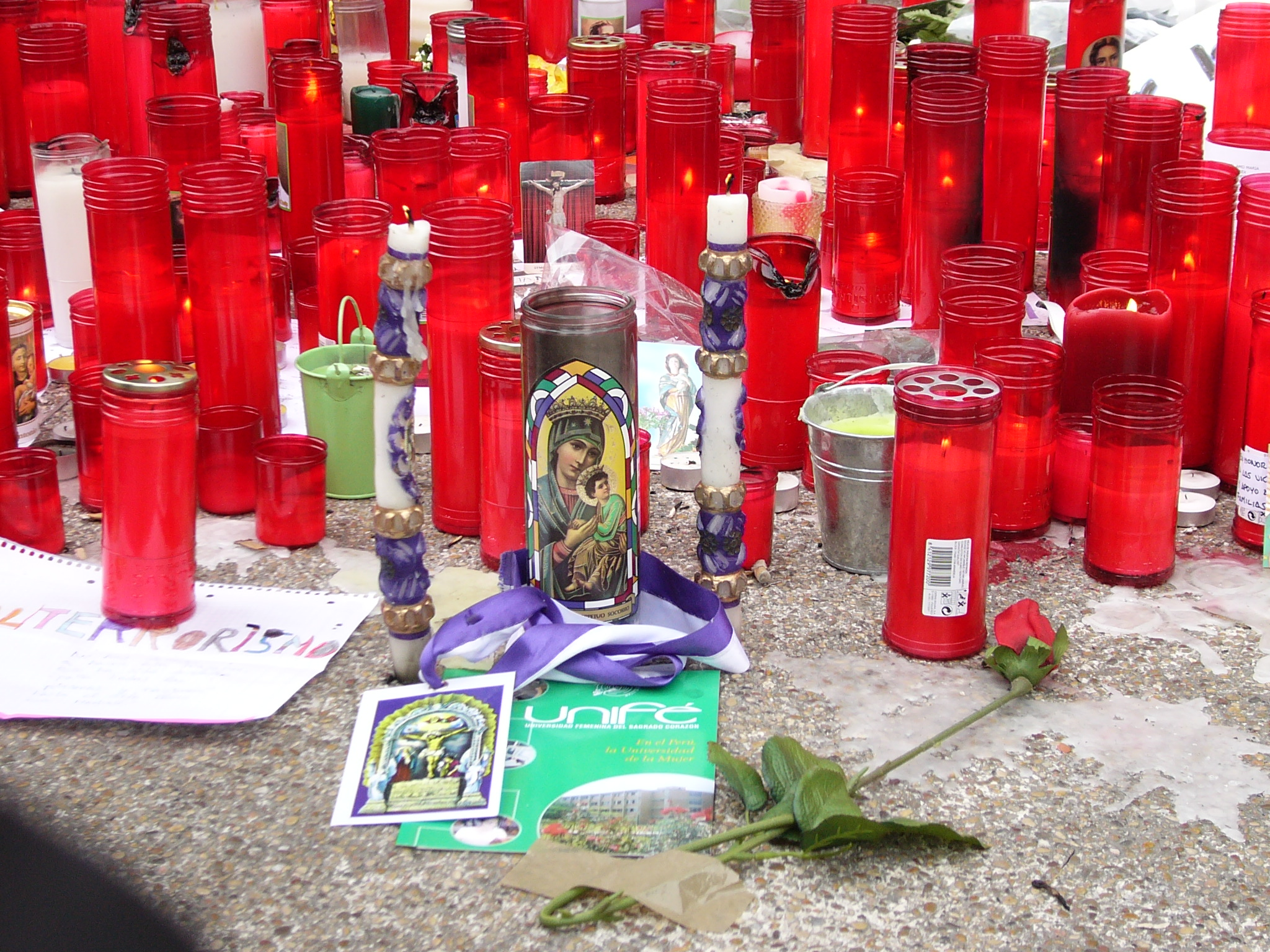
Kerzen vor dem Bahnhof Atocha

### Spanien
In Spanien rief die Regierung am 11. März eine dreitägige Staatstrauer aus. Der Spitzenkandidat der konservativen Volkspartei Partido Popular, Mariano Rajoy, erklärte im Radiosender Onda Cero den Wahlkampf seiner Partei für beendet, alle anderen Parteien folgten dem Beispiel. Die UEFA entsprach dagegen nicht der Bitte dreier spanischer Fußballvereine, ihre Spiele um den UEFA-Cup am Abend des 11. März zu verschieben.

#### Demonstrationen zum Gedenken an die Opfer
| Teilnehmerzahlen („Wir vergessen Euch nicht“) | Teilnehmerzahlen („Wir vergessen Euch nicht“) |
| --------------------------------------------- | --------------------------------------------- |
| Barcelona                                     | 1.500.000                                     |
| Bilbao                                        | 300.000                                       |
| Cádiz                                         | 350.000                                       |
| Granada                                       | 250.000                                       |
| Jaén                                          | 120.000                                       |
| Logroño                                       | 100.000                                       |
| Lugo                                          | 40.000                                        |
| Madrid                                        | 2.290.000                                     |
| Murcia                                        | 300.000                                       |
| Orense                                        | 65.000                                        |
| Oviedo                                        | 350.000                                       |
| Santander                                     | 85.000                                        |
| Santiago de Compostela                        | 100.000                                       |
| Saragossa                                     | 400.000                                       |
| Sevilla                                       | 700.000                                       |
| Valencia                                      | 400.000                                       |
| Vigo                                          | 400.000                                       |
| Quelle: El Mundo                              |                                               |

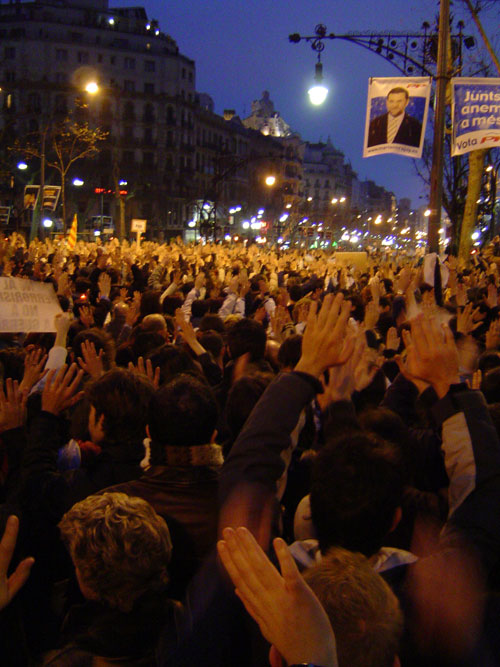
Demonstration am Passeig de Gràcia in Barcelona am 12. März 2004

Am 12. März nahmen in ganz Spanien über elf Millionen Menschen an den Demonstrationen gegen die Terroranschläge und zum Gedenken an die Opfer teil. Die Demonstrationen sollten landesweit unter dem von Aznars Regierungspartei PP ausgegebenen Motto Con las víctimas, con la Constitución, por la derrota del terrorismo (deutsch: Mit den Opfern, mit der Verfassung, für die Niederlage des Terrorismus) stehen.
Dieser Slogan enthielt mit der Phrase con la Constitución wiederum einen Hinweis auf eine Urheberschaft der separatistischen ETA und stellte zusätzlich eine Provokation für alle nach mehr Autonomie bzw. Unabhängigkeit strebenden Landesteile (z. B. Katalonien und Baskenland) dar. Deshalb wurden in diesen Regionen die offiziellen Slogans entsprechend abgeändert.
Die Großdemonstration in Barcelona war Trauermarsch, aber auch wütender Protest gegen die konservative Regierung und deren Informationspolitik (die Vertreter der PP mussten die Demonstration unter Polizeischutz verlassen).
In Madrid versammelten sich 2.290.000 Menschen. Zahlreiche Anti-ETA-Transparente deuten darauf hin, dass hier viele der offiziellen Darstellung von der ETA-Urheberschaft folgten. Erstmals in der Geschichte nahm mit Kronprinz Felipe auch ein Mitglied der königlichen Familie an einem Protestzug teil. Es wird geschätzt, dass sich mehr als ein Viertel der Gesamtbevölkerung Spaniens auf den Straßen befand.

#### Demonstration gegen die Informationspolitik der Regierungspartei
Einige Tage nach dem Anschlag und den folgenden Wahlen nahm die Anzahl der Vorwürfe gegen die spanische Regierung unter Aznar zu, man habe offenbar mit allen Mitteln versucht, die ETA für die Terroranschläge verantwortlich zu machen. So wurden deutsche Sicherheitsbehörden absichtlich mit Falschinformationen über den verwendeten Sprengstoff beliefert. Zudem gab es Regierungsanweisungen an die spanischen Botschafter, jede Art von Zweifel an einer ETA-Täterschaft zu zerstreuen.
Am 13. März 2004, dem Vorabend zu den spanischen Parlamentswahlen 2004, hatten sich um 18:00 Uhr über tausend Demonstranten vor der Zentrale der Partido Popular versammelt, um nach den Anschlägen von der Regierung Aufklärung zu fordern sowie diese für ihre Beteiligung am Irak-Krieg zu kritisieren. Die Demonstranten führten die Proteste auch nach der Bekanntgabe von fünf Verhaftungen fort. Später trat der Spitzenkandidat der PP Mariano Rajoy vor die Presse und nannte die nicht genehmigte Demonstration antidemokratisch und einmalig in der Geschichte Spaniens. Er warf den Demonstranten vor, die Wahl beeinflussen zu wollen.

#### PSOE gewinnt die Parlamentswahlen
Der Anschlag knapp vor der Wahl und die fragwürdige Informationspolitik der alten Regierung verfehlten ihre Wirkung nicht. Alle Prognosen vor der Wahl auf den Kopf stellend gewannen die Sozialisten PSOE die spanischen Parlamentswahlen am 14. März 2004. Die bis zu diesem Zeitpunkt mit absoluter Mehrheit regierende Partido Popular verlor deutlich gegenüber den Wahlen im Jahr 2000. Die Wahlbeteiligung lag bei 77 Prozent und damit 8 Prozentpunkte über der Beteiligung bei den letzten Wahlen.

### Europa und die Vereinten Nationen
Nach dem Bekanntwerden der Anschläge unterbrach das Europäische Parlament seine Plenarsitzung zu einer Schweigeminute. Der Präsident und irische Europaabgeordnete Pat Cox rief die spanische Bevölkerung dazu auf, die Wahlen am Sonntag zu einer Antwort gegen den Terrorismus zu nutzen.
In Deutschland kondolierte Bundespräsident Johannes Rau. Bundestagspräsident Wolfgang Thierse drückte im Namen des Deutschen Bundestages sein Entsetzen über die Anschläge aus. Auch Bundesaußenminister Joschka Fischer drückte sein Entsetzen und seine Solidarität aus. Bundeskanzler Gerhard Schröder bot in einem Telefonat mit dem spanischen Ministerpräsidenten deutsche Unterstützung bei der Suche nach den Urhebern an.
Am Sonntag, dem 14. März 2004 berief Bundeskanzler Schröder das Sicherheitskabinett zu einer Sondersitzung ein, die Notwendigkeit zu dieser ergäbe sich aus der durch die Festnahmen veränderte Beurteilung der Lage. Am selben Tag rief Bundesinnenminister Otto Schily die Bundesbürger dazu auf, am 15. März um 12 Uhr durch ein dreiminütiges Schweigen ihre Verbundenheit mit den Opfern und ihren Angehörigen zum Ausdruck zu bringen.
Am Abend des 11. März verurteilte der Sicherheitsrat der Vereinten Nationen die Anschläge und bezeichnete sie als „Bedrohung des Friedens und der Sicherheit“. Die entsprechende UN-Resolution 1530 wurde einstimmig angenommen. Dabei wurde jedoch auf ausdrücklichen Wunsch spanischer Diplomaten die ETA als Täter genannt.
Der Präsident des Rats der Europäischen Union Bertie Ahern rief die Mitgliedstaaten der Europäischen Union auf, mit Schweigeminuten der Opfer der Madrider Anschläge zu gedenken. Damit sollten die Opfer geehrt und Solidarität mit der spanischen Bevölkerung demonstriert werden. Die drei Schweigeminuten wurden am Montag, dem 15. März um 12:00 Uhr durchgeführt.
Die Anschläge führten dazu, dass das damalige Joint Situation Centre (heute INTCEN) der EU nicht mehr ausschließlich für EU-außenpolitisches Geschehen interessierte, sondern auch im Inneren der EU zur Terrorismusabwehr tätig wurde. Ebenso verstärkte der Berner Club seine Aktivitäten, eine Zusammenarbeit der Nachrichtendienste der EU, der Schweiz und Norwegens.

### Gedenken 2006

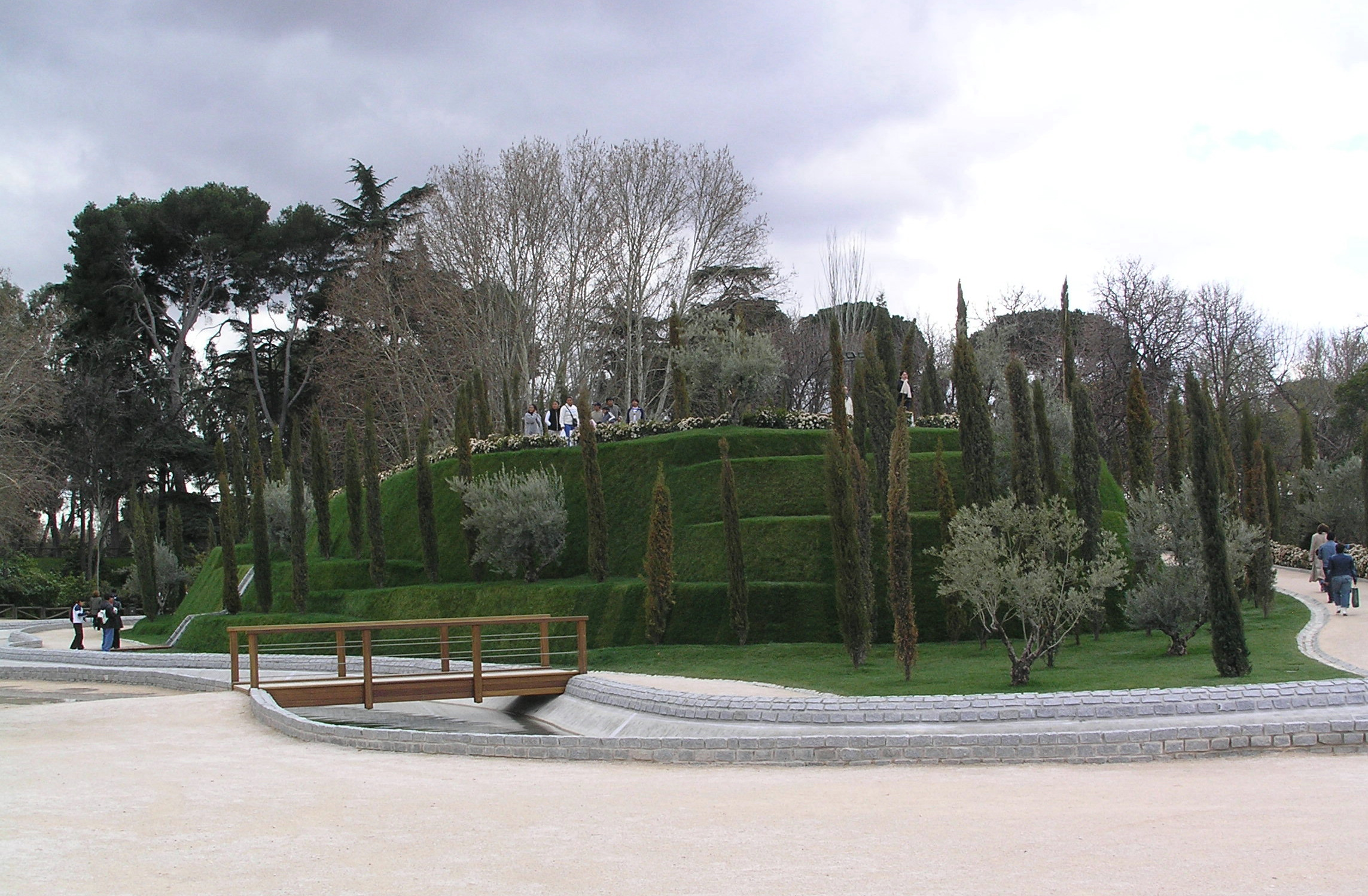
„Wald der Erinnerung“

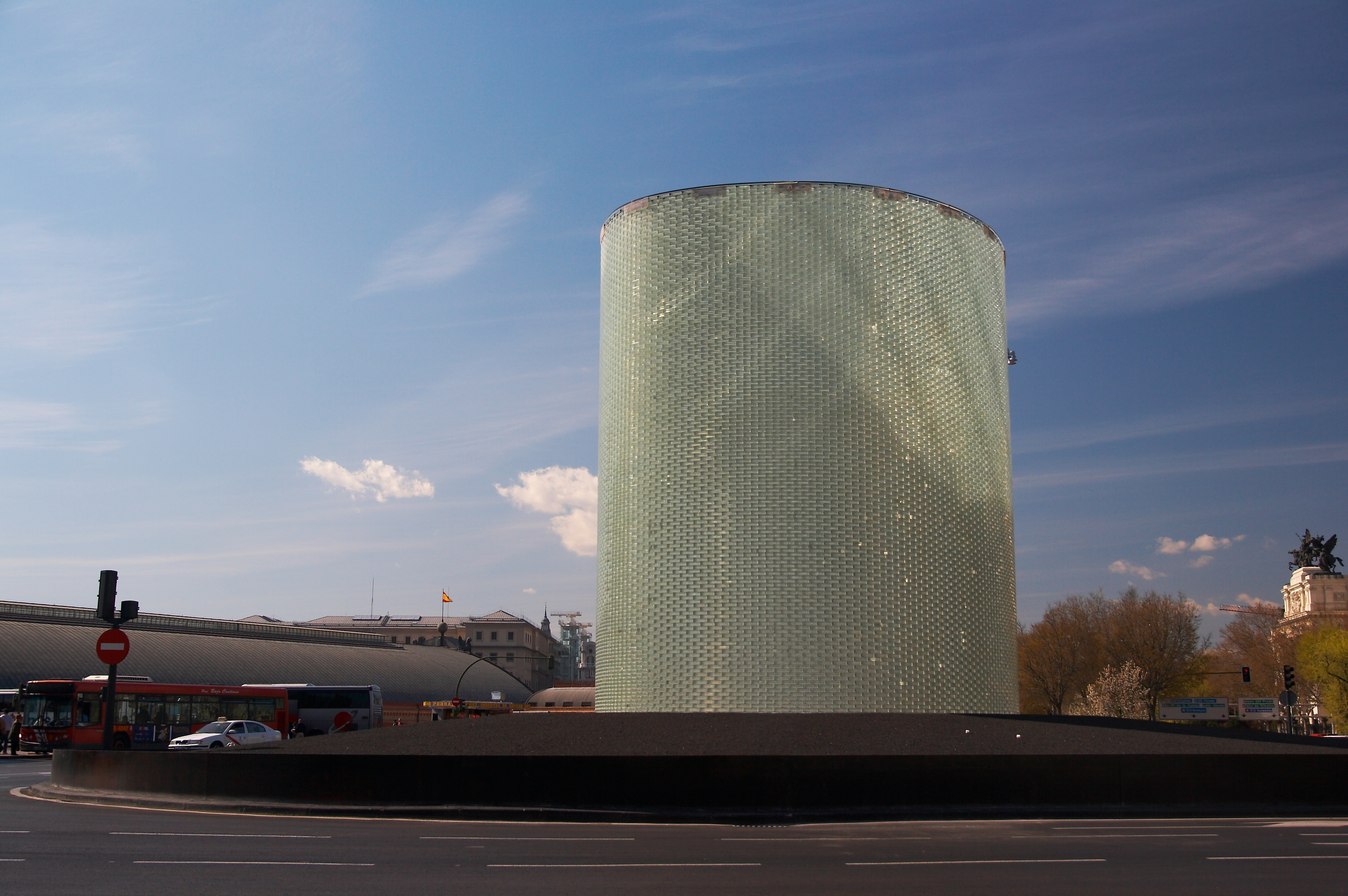
Denkmal vor dem Bahnhof Atocha

In Spanien und im Rest der Welt gedachte man der Opfer mit Zeremonien, Gebeten und Schweigeminuten. Im Retiro-Park in der spanischen Hauptstadt legten ein algerisches Mädchen und ein spanischer Junge im ein Jahr zuvor angelegten „Wald der Erinnerung“ einen Kranz nieder. Dort war für jeden der 191 Toten symbolisch eine Zypresse oder ein Olivenbaum gepflanzt worden.
2006 beteiligten sich weit weniger Menschen an den Gedenkfeiern als am ersten Jahrestag der Anschläge. Am Morgen hatte auch eine Delegation aus Marokko, woher die meisten der mutmaßlichen Attentäter stammen, am Madrider Bahnhof Atocha Kerzen angezündet, Blumen niedergelegt und ihre Solidarität mit Opfern und Angehörigen erklärt.
Weitere Gedenkveranstaltungen von Opfergruppen fanden im Laufe des Tages an den Vorortbahnhöfen El Pozo und Santa Eugenia statt. Bereits am Freitag hatte die Stiftung für Opfer des Terrorismus ein Konzert des London Philharmonic Orchestra in Madrid organisiert. Dort wurde auch der Opfer der Londoner Terroranschläge vom 7. Juli 2005 gedacht.

### Weitere Ermittlungen
Der zuständige Richter Juan del Olmo stand im März 2006 kurz vor dem Abschluss seiner Voruntersuchungen. Nach Angaben aus Justizkreisen wurden 30 bis 40 der 116 Verdächtigen vor Gericht angeklagt, darunter drei der mutmaßlichen Tatbeteiligten (afp vom 11. März 2006).

## Der Prozess
Gegen 28 dieser Verdächtigen begann am 15. Februar 2007 unter schärfsten Sicherheitsvorkehrungen der Prozess vor dem Madrider Gericht. Sieben Angeklagten wurde Mord sowie die Mitgliedschaft in einer terroristischen Vereinigung vorgeworfen, bei den anderen Angeklagten wurde die Mitgliedschaft oder Mitarbeit in einer terroristischen Gruppe, Waffenbesitz und anderes angeklagt. Die Staatsanwaltschaft forderte mehr als 40.000 Jahre Haft für die Hauptangeklagten. Mit der Höhe der Strafe sollte den Angeklagten die Konsequenzen der Tat verdeutlicht werden. Die Todesstrafe in Spanien ist sowohl im Zivil- als auch im Militärrecht abgeschafft. Am 31. Oktober 2007 wurden 21 der 28 Angeklagten verurteilt, sieben wurden freigesprochen. Einige der Angeklagten erhielten formal mehrere tausend Jahre Strafe, das spanische Recht sieht jedoch eine Maximalverbüßungsdauer von 40 Jahren vor.

## Verschwörungstheorien
Die kurz nach den Anschlägen von der damaligen konservativen Regierung (Aznar/PP) verbreitete These von der ETA-Urheberschaft und die abgewandelte These von einer Zusammenarbeit von ETA und al-Qaida sind bis heute (2015) in rechtskonservativen spanischen Kreisen weit verbreitet.
„Immerhin noch fast ein Drittel der Bürger glaubt nach Umfragen an eine Verschwörungstheorie, die die konservative Volkspartei verbreitet (die während der Attentate an der Regierung war): Nicht radikale Islamisten, sondern die baskische Terrororganisation ETA habe den Anschlag in Auftrag gegeben.“
Grund hierfür sind einige Widersprüche, in die sich die zu unterschiedlichen Zeitpunkten an den Ermittlungen beteiligten spanischen Polizeibeamten verstrickten. Zu diesen gehört, dass der Sprengstoff in den Zügen und der von der Polizei in einem Auto sichergestellte, welcher angeblich auch den islamischen Terroristen gehörte, unterschiedlicher Art waren.
Mit der Verbindung von islamistischen Tätern und ETA lässt die Theorie auch indirekt auf die Regierung anspielen. Der Anschlag machte es möglich, dass die Sozialistische Partei die Wahlen 2004 gewann. Die Partei Rodríguez Zapateros hätte auf diese Weise von den Attentaten profitiert. Obendrein wird dieser Verdacht mit dem Argument genährt, dass sich die Sozialisten im Vorfeld der Anschläge auf heimliche Friedensverhandlungen mit der ETA eingelassen hätten.